# トヨタ・セプター
セプター（SCEPTER）は、トヨタ自動車がかつて販売していた乗用車。アメリカ合衆国向けとして現地生産されていた「カムリ」を日本市場に投入したものである。

## 概要
車台は初代ウィンダムと共通で、ボディはセダン、ステーションワゴン、遅れて導入されたクーペがある。セダンのみ日本国内生産で、ステーションワゴンとクーペはアメリカ・ケンタッキー州の工場で生産されたものが日本に輸入された。エンジンはV6･3.0Lの3VZ-FEと直4･2.2Lの5S-FEが設定された。
発売当時、カムリはカローラ店専売であったが、セプターはカローラ店のほかビスタ店でも併売されていた（後継のカムリグラシアではカローラ店専売に戻る）。
日本市場では同時期にフルモデルチェンジしたマークII/チェイサー/クレスタの存在と、当時の同クラスセダンの購買層は高級感を好む傾向が強かったため、内外装の見た目がカムリとほとんど変わらないセプターセダンは販売が低迷した。クーペは形状が2ドアセダンに近く、地味でスペシャリティ性に欠ける外観だったこともあり、高級感やスペシャリティ性を最重要視される日本のクーペ市場では全く歯が立たず、こちらも売れ行きは低迷した。
一方、ステーションワゴンは当時のワゴンブームの波に乗り、価格設定も比較的手ごろだったため販売は堅調だった。トヨタの前輪駆動のステーションワゴンでは唯一、後席格納式シートを備えた7人乗りでもあった（後輪駆動ではクラウンワゴンが存在）。さらにリアワイパーがフロントワイパーと同じく2本搭載されていたため視認性も良かった。

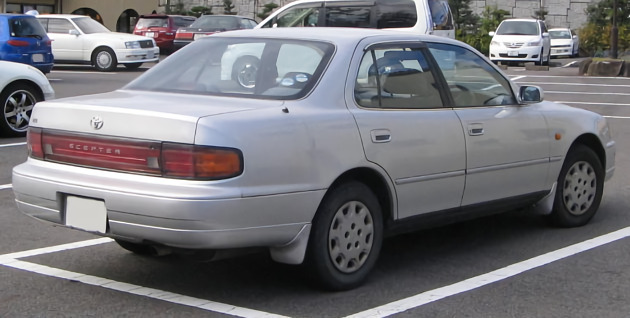
セダン
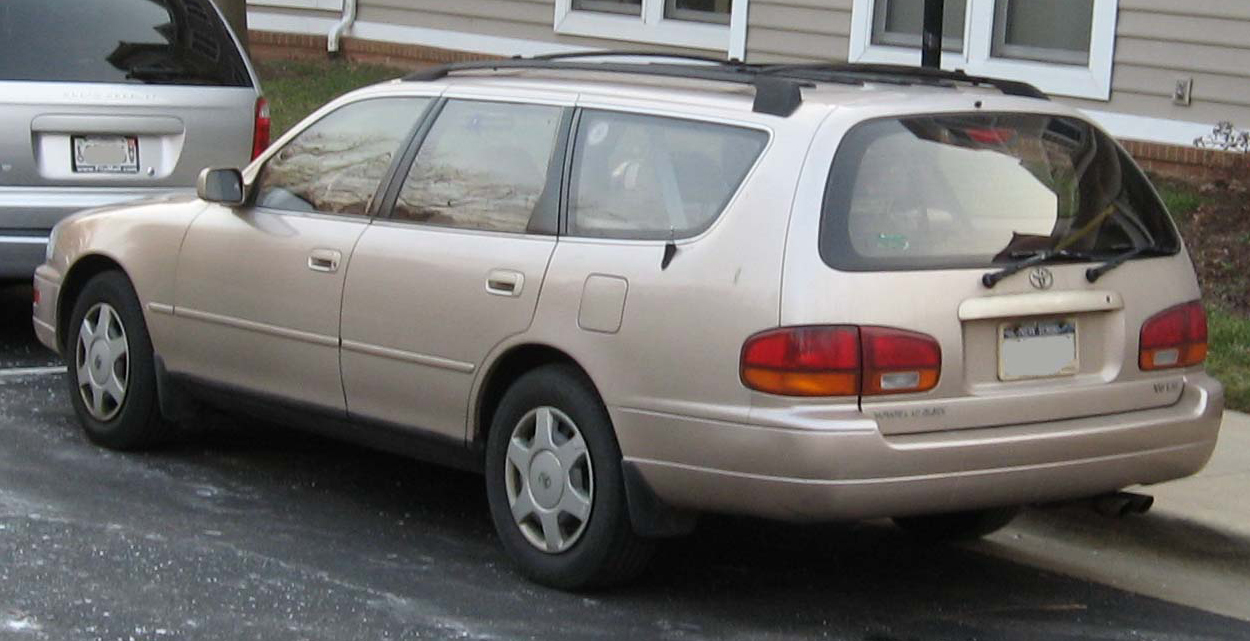
カムリ ワゴン（北米仕様）
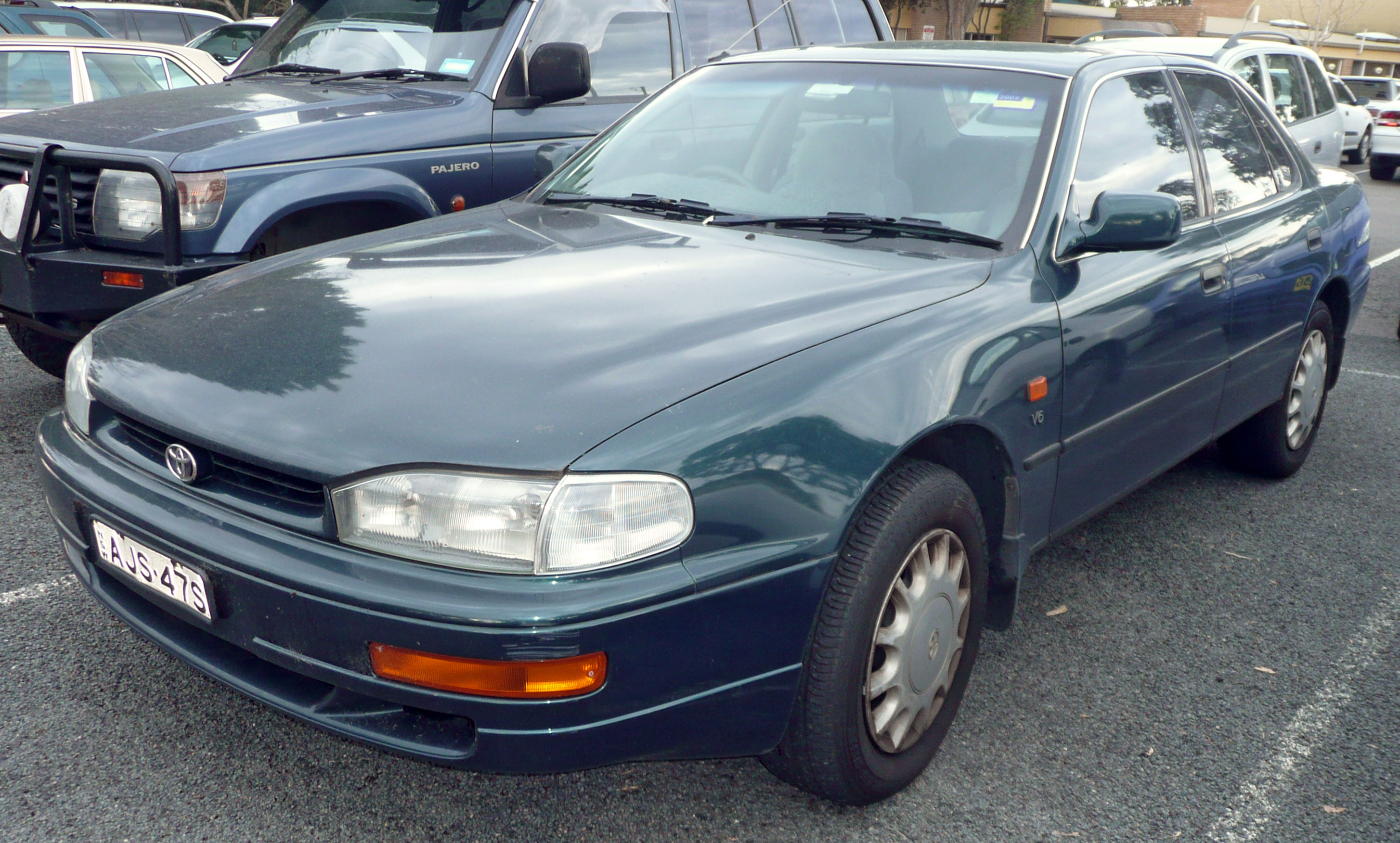
ヴィエンタ セダン（オーストラリア仕様）
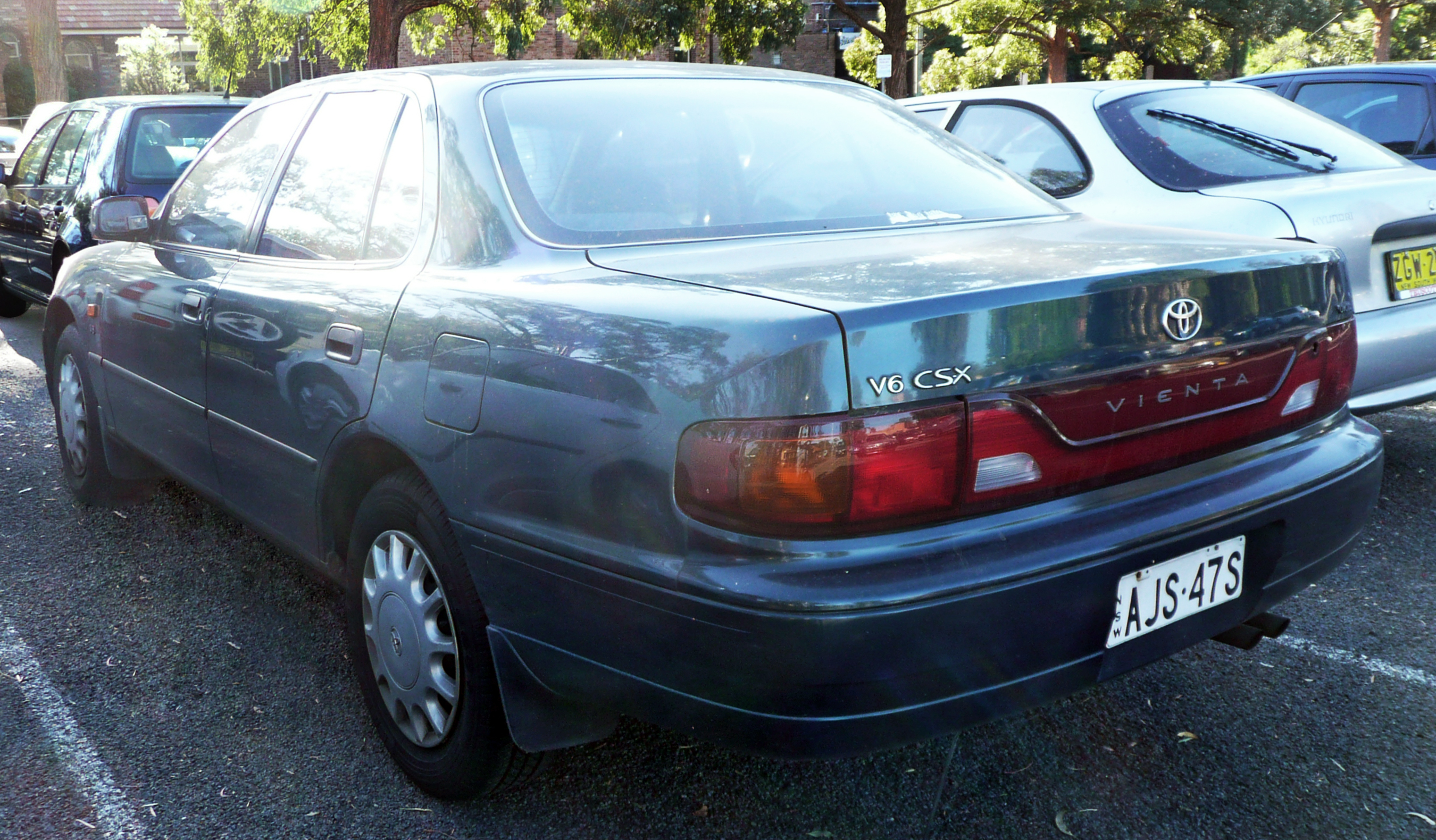
ヴィエンタ セダン（オーストラリア仕様）
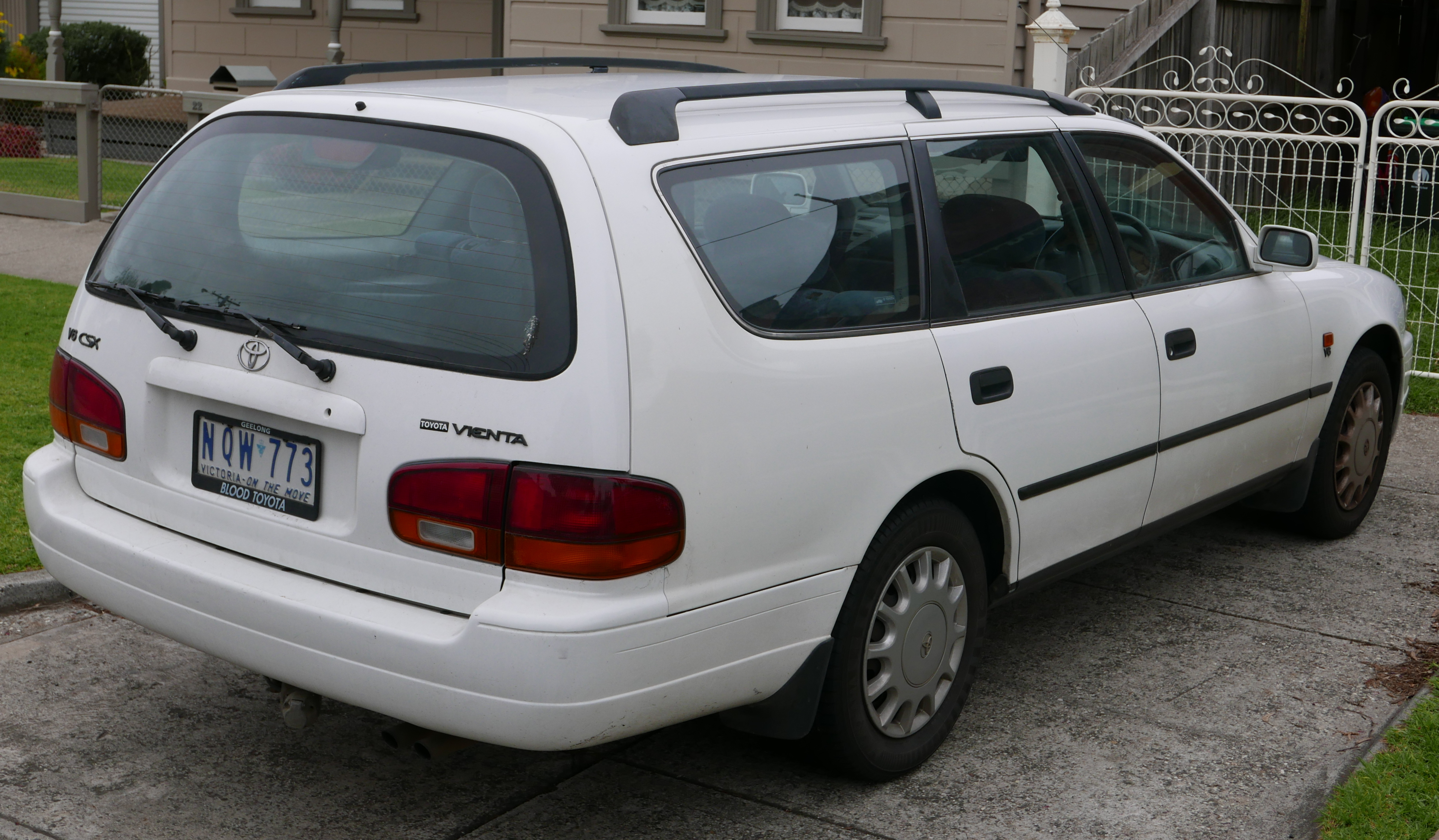
ヴィエンタ ステーションワゴン（オーストラリア仕様）
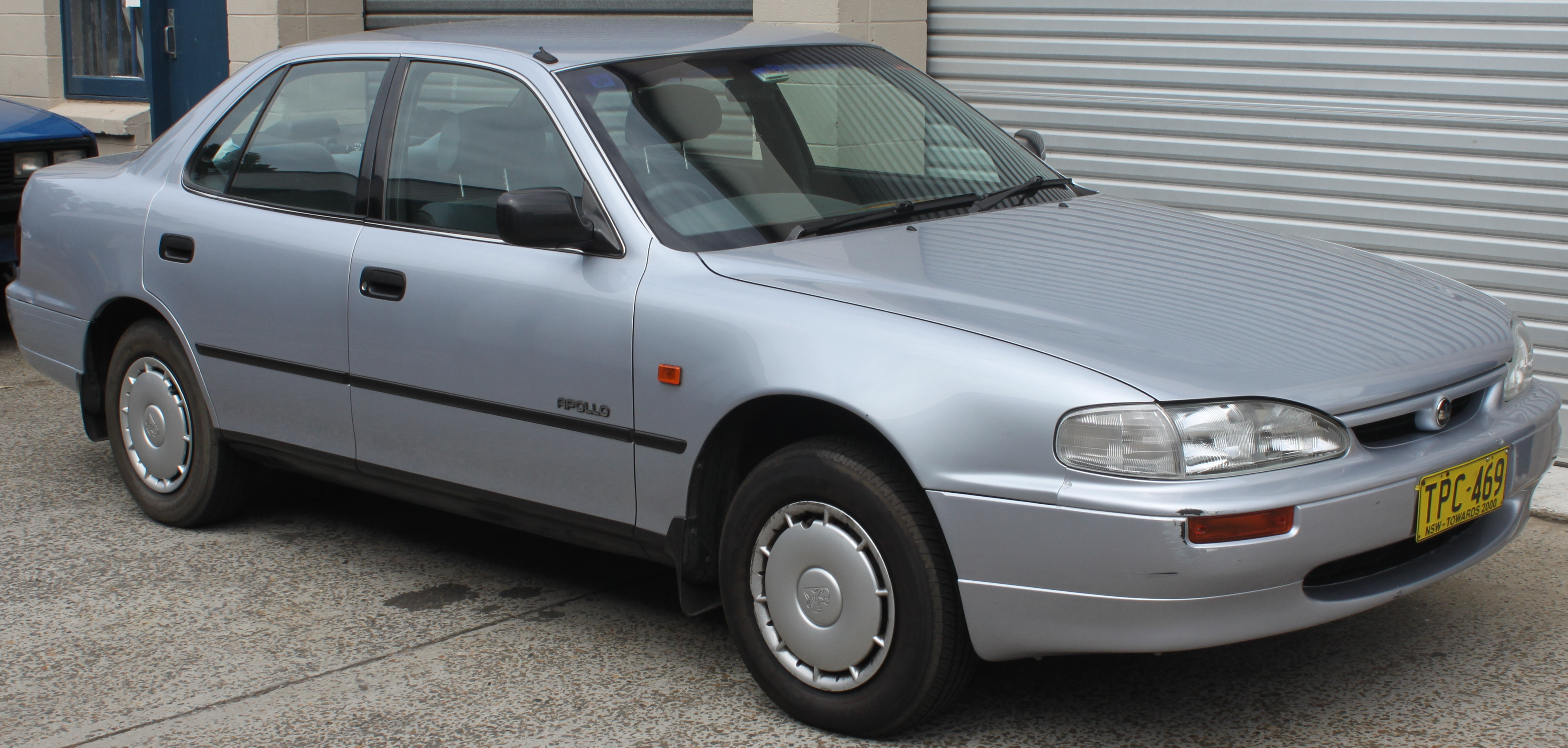
ホールデン・アポロ（オーストラリアの兄弟車）

## 初代 XV10型（1992年-1996年）
- 1992年9月 - アメリカ・ケンタッキー州製の7人乗りステーションワゴンが登場。
- 1992年11月 - 日本国内製造のセダンが登場。
- 1993年11月 - クーペモデルも追加された。ワゴン2.2のサードシートを廃止し、装備を見直した新グレードの2.2Gを設定した。また、2.2GにはABSや運転席エアバッグが標準装備となる。
- 1994年10月 - フェイスリフトを中心としたマイナーチェンジ。ヘッドライト、グリル、バンパー、リアコンビランプなどのデザインを一新。
- 1995年10月 - 安全装備として、新たに運転席エアバッグを標準装備。ボディカラーで、ダークグリーンマイカをダークグリーンマイカメタリックへ変更。
- 1996年4月[2] - クーペが生産を終了し、在庫販売体制に入る。
- 1996年6月[3] - ワゴンも生産を終了し在庫販売体制に入る。
- 1996年12月 - 北米での新型カムリ（日本仕様は「カムリグラシア」）登場で販売終了。

## エンジン
- 5S-FE（直列4気筒2.2L）
- 3VZ-FE（V型6気筒3.0L)

## 車名の由来
英語で「王位」「王権」を意味する「Scepter」から。